# Stomatologia

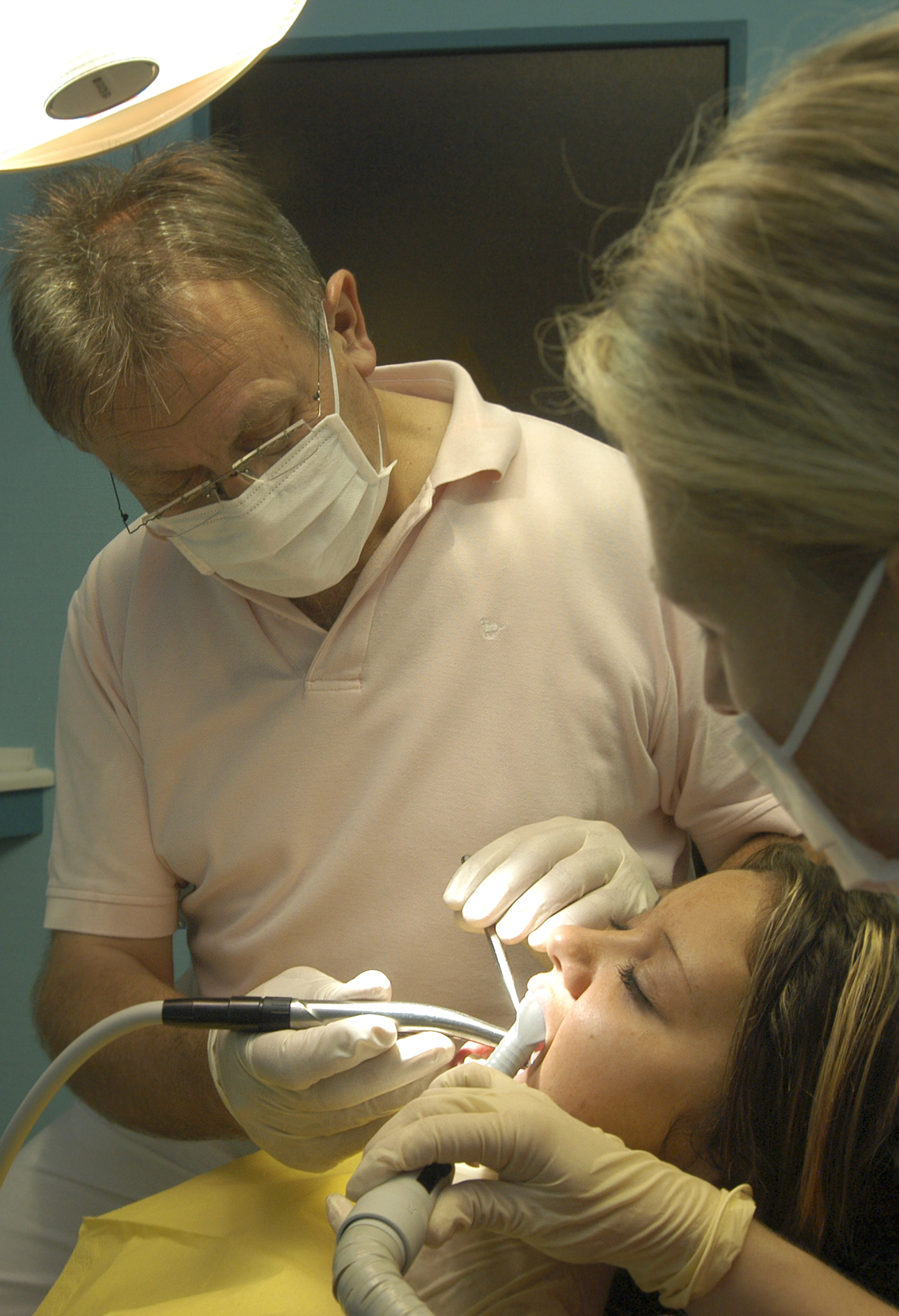
Dentysta przy pracy

Stomatologia, dentystyka (gr. stoma – usta + gr. logia – nauka; łac. dens – ząb) – dział medycyny zajmujący się funkcjonowaniem, patologiami i leczeniem zębów, przyzębia, języka, błony śluzowej i innych tkanek jamy ustnej oraz ją otaczających, a także stawu skroniowo-żuchwowego człowieka. Przed wejściem Polski do Unii Europejskiej używano tytułu lekarz stomatolog, potem lekarz dentysta, jednakże Naczelna Izba Lekarska dopuszcza możliwość używania obydwu tytułów.
W Polsce, zgodnie z ustawą z dnia 28 kwietnia 2011 r. o zmianie ustawy o zawodach lekarza i lekarza dentysty (Dz.U. z 2011, nr 113, poz. 658), do roku 2012 tytuł lekarza dentysty uzyskiwało się po 5 latach studiów, odbyciu stażu podyplomowego i zdaniu Lekarsko-Dentystycznego Egzaminu Państwowego (LDEP). Od roku 2013 LDEP został zastąpiony Lekarsko-Dentystycznym Egzaminem Końcowym – LDEK (art. 5 ustawy).

## Historia
Najstarszy przypadek leczenia dentystycznego stwierdzono w liczącym 14 tys. lat szkielecie młodego mężczyzny znalezionym we włoskich Dolomitach – na zębie trzonowym z dużym ubytkiem zachowały się ślady wydrapywania ostrym narzędziem zmian próchnicowych. Innym prehistorycznym znaleziskiem archeologicznym świadczącym o istnieniu tej dziedziny nauki są pochodzące sprzed 9–7,5 tys. lat czaszki z zębami posiadającymi ślady opracowania ubytku próchnicowego oraz wypełnienia, znalezione w miejscowości Mehrgarh w Pakistanie.
Patronką dentystów jest św. Apolonia – męczennica, poganie „zmiażdżyli jej szczęki i powybijali wszystkie zęby”.

## Specjalności
- chirurgia stomatologiczna
- chirurgia szczękowo-twarzowa
- ortodoncja
- periodontologia
- protetyka stomatologiczna
- stomatologia dziecięca (pedodoncja)
- stomatologia zachowawcza z endodoncją (Zobacz też → endodoncja)
- zdrowie publiczne
- epidemiologia